# Targovisjte (oblast)
Targovisjte (Bulgaars: Област Търговище) is een oblast in het noordoosten van Bulgarije. De hoofdstad is het gelijknamige Targovisjte en de oblast heeft 111.587 inwoners (2018).

## Bevolking
De oblast Targovisjte telt 113694 inwoners volgens de statistieken uit 2016. Daarvan woont een meerderheid, 61212 (ofwel 53,8%), in een van de vijf steden en de overige 52482 (of 46,2%) inwoners wonen in een van de 189 dorpen. De dichtstbevolkte gemeente is de gemeente Targovisjte, met 54426 inwoners (waarvan 35536 in de stad Targovisjte). Popovo is de tweede gemeente qua inwoners, met 26195 inwoners (waarvan 14411 in de stad Popovo). Omoertag heeft 21150 inwoners en vormt daarmee de derde gemeente qua inwoners (waarvan 7263 in de stad Omoertag leven). De gemeenten Opaka en Antonovo hebben 6185 respectievelijk 5736 inwoners. In de stad Opaka wonen 2547 mensen en in het stadje Antonovo wonen een kleine 1455 mensen. De bevolking daalt net als alle andere Bulgaarse oblasten, vooral vanwege emigratie. In 2016 verloor de oblast alleen al 1517 inwoners.
De bevolkingsontwikkeling sinds de Tweede Wereldoorlog:
| Bevolking per volkstelling | 1946    | 1956    | 1965    | 1975    | 1985    | 1992    | 2001    | 2011    | 2016    |
| oblast Targovisjte         | 174.956 | 163.956 | 170.210 | 172.288 | 165.943 | 151.339 | 137.689 | 120.818 | 113.694 |
| -------------------------- | ------- | ------- | ------- | ------- | ------- | ------- | ------- | ------- | ------- |
| gemeente Targovisjte       | 48.451  | 48.144  | 58.807  | 68.153  | 71.034  | 65.688  | 60.890  | 57.264  | 54.426  |
| gemeente Popovo            | 57.027  | 54.229  | 52.278  | 49.155  | 44.899  | 40.968  | 36.208  | 28.775  | 26.195  |
| gemeente Omoertag          | 30.527  | 30.430  | 33.051  | 32.772  | 30.446  | 27.000  | 25.212  | 21.853  | 21.150  |
| gemeente Opaka             | 12.996  | 11.942  | 11.359  | 10.101  | 9.526   | 8.986   | 7.786   | 6.664   | 6.185   |
| gemeente Antonovo          | 25.984  | 19.211  | 14.715  | 12.107  | 10.038  | 8.697   | 7.593   | 6.262   | 5.736   |

#### Etniciteit
Qua etniciteit vormen de Bulgaren met 55% de grootste etnische groep en leven vooral in steden. De Bulgaren vormen een meerderheid in twee gemeenten: Popovo (75%) en Targovisjte (62%). De Turken vormen met 36% van de totale bevolking de grootste minderheid. De meeste Turken leven op het platteland en vormen in overige drie gemeenten de meerderheid van de bevolking: Opaka (73%), Omoertag (68%) en Antonovo (50%). De Roma-zigeuners vormen 7% van de bevolking van oblast Targovisjte. Zij vormen een significante minderheid in gemeente Antonovo (20%) en in gemeente Omoertag (10%).
| Etnische bevolkingsgroep in procenten | Bulgaren (%) | Turken (%) | Roma (%) | Overigen (%) |
| oblast Targovisjte                    | 54,6         | 35,8       | 7,3      | 2,3          |
| ------------------------------------- | ------------ | ---------- | -------- | ------------ |
| gemeente Targovisjte                  | 62,4         | 28,0       | 7,3      | 2,3          |
| gemeente Popovo                       | 74,6         | 18,3       | 3,9      | 3,2          |
| gemeente Omoertag                     | 20,1         | 68,3       | 9,6      | 2,0          |
| gemeente Opaka                        | 27,0         | 72,7       | 0,1      | 0,1          |
| gemeente Antonovo                     | 27,9         | 50,1       | 20,4     | 1,6          |

#### Religie
Een nipte meerderheid, om precies te zijn 51%, van de bevolking behoort tot de Bulgaars-Orthodoxe Kerk. In twee gemeenten vormen orthodoxen een meerderheid van de bevolking, namelijk in gemeente Popovo (69%) en in de gemeente Targovisjte (59%). In de gemeenten Antonovo (27%), Opaka (26%) en Omoertag (18%) vormen Bulgaars-orthodoxen een minderheid van de bevolking.
Zo'n 38% van de bevolking van oblast Targovisjte is islamitisch: daarmee vormen moslims de tweede religieuze groepering. In drie gemeenten vormen moslims de meerderheid van de bevolking: Omoertag (76%), Opaka (71%) en Antovo (56%). In de overige twee gemeenten vormen ze een grote minderheid variërend van 17% in de gemeente Popovo tot 30% in de gemeente Targovisjte.
| Religie              | Bulgaars-Orthodoxe Kerk (%) | islam (%) | geen religie (%) | overig/onbekend (%) |
| oblast Targovisjte   | 51,0                        | 38,1      | 2,7              | 8,2                 |
| -------------------- | --------------------------- | --------- | ---------------- | ------------------- |
| gemeente Targovisjte | 58,8                        | 30,1      | 2,8              | 8,3                 |
| gemeente Popovo      | 68,5                        | 17,0      | 3,7              | 10,8                |
| gemeente Omoertag    | 18,5                        | 76,7      | 1,9              | 2,9                 |
| gemeente Opaka       | 26,5                        | 71,4      | 0,3              | 1,8                 |
| gemeente Antonovo    | 27,1                        | 56,1      | 2,0              | 14,8                |

#### Demografische indicatoren
Oblast Targovisjte heeft een laag geboortecijfer van 8,5‰: in totaal werden er 971 kinderen geboren in 2016. In de steden is dit 7,9‰ en op het platteland 9,2‰. Het hogere geboortecijfer op het platteland is te wijten aan de Turken en Roma: zij hebben over het algemeen meer kinderen vanwege het traditionele familiestructuur van deze bevolkingsgroepen. Desondanks daalt het geboortecijfer in een rap tempo: in 2010 was het nog 10,5‰ (10,2‰ in de steden en 10,9‰ op het platteland). Van de 971 geboortes vonden er 458 plaats in de gemeente Targovisjte (geboortecijfer van 8,4‰); 211 geboortes in Omoertag (10,0‰); 197 geboortes in Popovo (7,5‰); 57 geboortes in Opaka (9,2‰) en 48 geboortes in Antonovo (8,4‰).
Een vrouw krijgt gemiddeld 1,59 kinderen. Vrouwen op het platteland (1,81) krijgen gemiddeld meer kinderen dan vrouwen in steden (1,38). De gemeenten met een Turkse meerderheid en een grote plattelandsbevolking hebben gemiddeld een hoger vruchtbaarheidscijfer (Omoertag, Antonovo en Opaka), terwijl de gemeenten met een Bulgaarse meerderheid en een hoge urbanisatiegraad gemiddeld een lager kindertal per vrouw hebben (Popovo en Targovisjte). Relatief gezien komen de meeste tienermoeders uit gemeenten met een hoger aandeel Romazigeuners (Omoertag en Antonovo).  
| Leeftijd van de moeder in 2016 | Totaal aantal levendgeborenen | 15-19 | 20-24 | 25-29 | 30-34 | 35-39 | 40-44 | 45+ | Gemiddeld kindertal per vrouw |
| oblast Targovisjte             | 971                           | 100   | 266   | 302   | 201   | 84    | 14    | 4   | 1,59 kinderen per vrouw       |
| ------------------------------ | ----------------------------- | ----- | ----- | ----- | ----- | ----- | ----- | --- | ----------------------------- |
| gemeente Targovisjte           | 458                           | 32    | 114   | 147   | 108   | 46    | 7     | 4   | 1,54 kinderen per vrouw       |
| gemeente Omoertag              | 211                           | 33    | 59    | 66    | 41    | 11    | 1     | ... | 1,81 kinderen per vrouw       |
| gemeente Popovo                | 197                           | 20    | 59    | 56    | 37    | 21    | 4     | ... | 1,58 kinderen per vrouw       |
| gemeente Opaka                 | 57                            | 2     | 19    | 24    | 10    | 2     | ...   | ... | 1,67 kinderen per vrouw       |
| gemeente Antonovo              | 48                            | 13    | 18    | 6     | 5     | 4     | 2     | ... | 1,70 kinderen per vrouw       |

Het sterftecijfer bedraagt 16,2‰. Op het platteland (vanwege het hogere aandeel ouderen) is het sterftecijfer 20,3‰, terwijl het in de steden 12,6‰ is. Er stierven in totaal 1850 mensen in de oblast waarvan 823 sterftegevallen in de gemeente Targovisjte (sterftecijfer: 15,1‰); 493 in Popovo (18,8‰); 300 in Omoertag (14,2‰); 130 in Opaka (21,0‰) en 104 in Antonovo (18,1‰).
De natuurlijke bevolkingsgroei in oblast Targovisjte als geheel is −7,7‰: in steden is de natuurlijke bevolkingsgroei −4,7‰ en op het platteland −11,1‰. De natuurlijke bevolkingsgroei per gemeente (van hoog naar laag): Omoertag (−4,2‰); Targovisjte (−6,7‰); Antonovo (−9,7‰); Popovo (−11,3‰) en Opaka (−11,8‰).
Verder vestigden zich 1877 mensen in de oblast, terwijl 2515 mensen de oblast verlieten. Per saldo vertrokken dus −638 mensen uit de oblast. De meeste inwoners vertrokken uit de gemeente Omoertag (-203); gevolgd door de gemeente Targovisjte (-181); gevolgs door Popovo (-143); gevolgd door Opaka (-72) en als laatst uit de gemeente Antonovo (-39).
| Demografische cijfers | Levendgeborenen | Overledenen | Natuurlijke aanwas | Migratie | Bevolkingsgroei |
| oblast Targovisjte    | 971             | 1850        | −879               | −638     | −1517           |
| --------------------- | --------------- | ----------- | ------------------ | -------- | --------------- |
| gemeente Targovisjte  | 458             | 823         | −365               | −181     | −546            |
| gemeente Popovo       | 197             | 493         | −296               | −143     | −439            |
| gemeente Omoertag     | 211             | 300         | −89                | −203     | −292            |
| gemeente Opaka        | 57              | 130         | −73                | −72      | −145            |
| gemeente Antonovo     | 48              | 104         | −56                | −39      | −95             |

#### Leeftijdsstructuur
Op 31 december 2016 is 20,9% van de bevolking is 65 jaar of ouder. Dit percentage ligt net boven het landelijke gemiddelde van 20,7%. De plattelandsbevolking (23,3% is 65+) is een stuk ouder dan de stedelijke bevolking (18,7% is 65+). Gemeente Popovo is het sterkst vergrijst, want 24,3% is 65 jaar of ouder. Gemeente Antonovo komt op nummer twee. De derde gemeente is Opaka , gevolgd door gemeente Targovisjte en als laatst gemeente Omoertag.
| Leeftijdscategorie   | Bevolking (2016) | 0-14   | 15-64  | 65+    |  | 0-14 (%) | 15-64 (%) | 65+ (%) |
| oblast Targovisjte   | 113.694          | 16.707 | 73.276 | 23.711 |  | 14,7     | 64,4      | 20,9    |
| -------------------- | ---------------- | ------ | ------ | ------ |  | -------- | --------- | ------- |
| Stedelijk            | 61.212           | 8.721  | 41.038 | 11.453 |  | 14,2     | 67,0      | 18,7    |
| Plattelandsbevolking | 52.482           | 7.986  | 32.238 | 12.258 |  | 15,2     | 61,4      | 23,4    |
|                      |                  |        |        |        |  |          |           |         |
| gemeente Targovisjte | 54.426           | 8.258  | 35.310 | 10.858 |  | 15,2     | 64,9      | 20,0    |
| gemeente Popovo      | 26.195           | 3.462  | 16.355 | 6.372  |  | 13,2     | 62,5      | 24,3    |
| gemeente Omoertag    | 21.150           | 3.321  | 13.774 | 4.055  |  | 15,7     | 65,1      | 19,2    |
| gemeente Opaka       | 6.185            | 832    | 4.111  | 1.242  |  | 13,5     | 66,4      | 20,1    |
| gemeente Antonovo    | 5.736            | 828    | 3.724  | 1.184  |  | 14,4     | 65,0      | 20,6    |

## Gemeenten
- Antonovo
- Omoertag
- Opaka
- Popovo
- Targovisjte

Blagoevgrad · Boergas · Chaskovo · Dobritsj · Gabrovo · Jambol · Kjoestendil · Kardzjali · Lovetsj · Montana · Pazardzjik · Pernik · Pleven · Plovdiv · Razgrad · Roese · Silistra · Oblast Sofia · Sofia-Hoofdstad · Sjoemen · Sliven · Smoljan · Stara Zagora · Targovisjte · Varna · Veliko Tarnovo · Vidin · Vratsa